# Dryopteris podophylla
Dryopteris podophylla là một loài thực vật có mạch trong họ Dryopteridaceae. Loài này được (Hook.) Kuntze miêu tả khoa học đầu tiên năm 1891.